# بريوم سوري
بريوم سوري (الاسم العلمي:Bryum syriacum) هي نوع من النباتات يتبع جنس البريوم من الفصيلة البريوية.